# Centaurea rufidula
Centaurea rufidula — вид квіткових рослин родини айстрових (Asteraceae). Ендемік півдня Північної Македонії. Належить до підсекції Cylindrace.

## Середовище
C. rufidula росте на активних і занедбаних орних землях.

## Біоморфологічна характеристика
Стебло прямовисне, 26–50 см і, включаючи листя, павутинчасте, що надає сірого кольору всій рослині. Листки, крім найвищих і на гілках, перисторозсічені, прикореневі (нижні) черешкові, верхні (стеблові листки) сидячі. Квіткова голова поодинока, невелика, видовжено-циліндрична, (10)11–14 мм завдовжки (обгортка і квітки), 3–4(5) мм завширшки. Приквітки бліді, разом із придатками залозисто-запушені, придатків 4–6 пар, червонувато-коричневі. Квітки блідо-рожеві. Сім'янки дрібні, ≈ 2 мм, вкриті щільними залозками, папус різної довжини, зазвичай значно коротший, ≈ 0.5 мм, рідко до 1 мм або лише у виняткових випадках довші 1 мм.